# 文惠王后
文惠王后 柳氏（문혜왕후 유씨，?—?），高丽太祖之女，嫁给追封文元大王王貞。
她的母亲貞德王后柳氏，同母姐姐宣義王后柳氏，嫁给高丽戴宗王旭。文惠王后嫁给异母兄弟王貞，王貞的母亲是神明順成王后劉氏。她和王貞生下2子1女。史书没有记载王贞夫妻何时何原因，被追封为王和王后。

## 家族
- 父：高丽太祖
- 母：貞德王后柳氏
  - 姐姐：宣義王后柳氏
    - 外甥：高丽成宗
- 婆婆：神明順成王后劉氏
  - 丈夫：文元大王王貞
    - 儿子：千秋殿君
    - 儿媳：千秋殿夫人（朝鲜语：천추전부인）（高丽光宗女）
    - 儿子：阿志君
    - 女儿：獻懿王后劉氏
    - 女婿：高丽景宗